# Гослав (Опольське воєводство)
Гослав (пол. Gosław, нім. Goslau) — село в Польщі, у гміні Бичина Ключборського повіту Опольського воєводства.
Населення — 37 осіб (2011).

## Демографія
Демографічна структура станом на 31 березня 2011 року:
|          | Загалом | Допрацездатний вік | Працездатний вік | Постпрацездатний вік |
| -------- | ------- | ------------------ | ---------------- | -------------------- |
| Чоловіки | 17      | 5                  | 9                | 3                    |
| Жінки    | 20      | 3                  | 7                | 10                   |
| Разом    | 37      | 8                  | 16               | 13                   |